# Liste der Monuments historiques in Niedernai
Die Liste der Monuments historiques in Niedernai führt die Monuments historiques in der französischen Gemeinde Niedernai auf.

## Liste der Bauwerke
| Bezeichnung                            | Beschreibung                                                                                             | Standort                 | Kennzeichnung | Schutzstatus | Datum | Bild           |
| -------------------------------------- | --- | ------------------------ | ------------- | ------------ | ----- | -------------- |
| Glockenturm und zwei Befestigungstürme | Reste der Stadtbefestigung, ab 1284                                                                      | am Friedhof (Lage)       | PA00084833    | Classé       | 1986  | weitere Bilder |
| Château de Landsberg                   | Schlossanlage, 1840er Jahre, mit Resten der mittelalterlichen und renaissancezeitlichen Vorgängeranlagen | 38 rue de Château (Lage) | PA67000076    | Inscrit      | 2008  | weitere Bilder |

## Liste der Objekte
| Bezeichnung                                              | Beschreibung | Standort                        | Kennzeichnung | Schutzstatus | Datum | Bild           |
| -------------------------------------------------------- | --- | ------------------------------- | ------------- | ------------ | ----- | -------------- |
| Orgel                                                    | Prospekt 1713 von Andreas Silbermann gebaut                                                                                           | in der Kirche St-Maximin (Lage) | PM67001063    | Classé       | 1982  | weitere Bilder |
| Orgelprospekt                                            | 1713 von Andreas Silbermann gebaut | in der Kirche St-Maximin (Lage) | PM67000632    | Classé       | 1982  | weitere Bilder |
| Prozessionskreuz                                         | Holz, farbig gefasst, Anfang des 18. Jahrhunderts                                                                                     | in der Kirche St-Maximin (Lage) | PM67001692    | Inscrit      | 1986  |                |
| Reliquiare der heiligen Barbara und des heiligen Maximin | Holz, farbig gefasst, versilbert und vergoldet, vermutlich aus dem 18. Jahrhundert                                                    | in der Kirche St-Maximin (Lage) | PM67001694    | Inscrit      | 1986  |                |
| Neugotisches Kirchenmobiliar                             | Hauptaltar und zwei Seitenaltäre, Kanzel, Kirchengestühl, zwei Beichtstühle und Wandverkleidung; Holz, teilweise farbig gefasst, 1893 | in der Kirche St-Maximin (Lage) | PM67000631    | Classé       | 1988  | weitere Bilder |
| Prozessionsskulptur Maria Immaculata                     | Holz, farbig gefasst und vergoldet, 18. Jahrhundert                                                                                   | in der Kirche St-Maximin (Lage) | PM67000634    | Classé       | 1988  |                |
| Prozessionskreuz                                         | Holz, 18. Jahrhundert | in der Kirche St-Maximin (Lage) | PM67001296    | Inscrit      | 1988  |                |
| Skulptur Madonna mit Kind                                | Holz, farbig gefasst und vergoldet, Ende des 15. Jahrhunderts                                                                         | in der Kirche St-Maximin (Lage) | PM67000633    | Classé       | 1988  | weitere Bilder |
| Skulptur Madonna mit Kind                                | Holz, farbig gefasst und vergoldet, 18. Jahrhundert                                                                                   | in der Kirche St-Maximin (Lage) | PM67001693    | Inscrit      | 1986  |                |